# 降神島
26°55′08″N 127°57′30″E / 26.91889°N 127.95833°E
降神島（日语：／ Urugami-jima）是沖繩縣島尻郡伊是名村所屬的一個無人島。
位於伊是名島以東，自仲田港向東南東約1.2公里的東中國海上的珊瑚礁島嶼。「降神島」這一名稱來源於天地開闢之際神最初降落的場所，島上有アカラ御嶽，其傳說與日本神話裡的天岩戶很類似。